# Jean-Paul Jacquier
 (novembre 2016).
Jean-Paul Jacquier, né à Bône (Algérie) le 21 juillet 1940, mort à Boudou (Tarn-et-Garonne) le 15 mai 2014, est un spécialiste des relations sociales, qu’il a pratiquées en tant que responsable syndical pendant près de 25 ans, puis comme consultant, enseignant et commentateur. Il a été membre de la commission exécutive de la Confédération française démocratique du travail (CFDT) sous la responsabilité d’Edmond Maire, avec, entre autres Jean Kaspar et Nicole Notat, de 1982 à 1992. Il est le fondateur du site internet www.clesdusocial.com.

## Biographie
Né en Algérie, il poursuit sa scolarité à Nice puis à Montpellier et Paris où il obtient un diplôme d’ingénieur en agriculture de l'ITPA (Institut Technique de Pratique Agricole) en 1966.[réf. nécessaire] Il entre alors à la Chambre d’agriculture de Maine-et-Loire comme chargé de la promotion sociale. Étudiant, il a milité à l’Union nationale des étudiants de France (UNEF), salarié il adhère à la CFDT, syndicat des techniciens agricoles. En Mai 68, il anime la grève à la Chambre d’agriculture, en juin, il est candidat PSU aux élections législatives de juin. En 1969, il est recruté par la Fédération de l’agriculture CFDT, dont il devient secrétaire national, puis en 1979, il entre au bureau national confédéral de la CFDT.
En 1982, il quitte la Fédération générale agroalimentaire FGA-CFDT, appelé à la confédération dans l’équipe d’Edmond Maire, élu au congrès de Metz secrétaire national, en même temps que Jean Kaspar et Nicole Notat. Il y restera 10 ans, tour à tour responsable de la mise en œuvre des lois Auroux, des conditions de travail et des comités d’entreprise, du service juridique puis en 1989, de l’emploi, de la formation professionnelle, directeur de l’hebdomadaire de la CFDT, Syndicalisme hebdo.[réf. nécessaire]
Il participe à de nombreuses négociations interprofessionnelles dont celle sur la flexibilité en 1984 — l’accord ne sera pas signé.
Qualifié de moderniste, ses actions visent à rendre le syndicalisme plus attractif et en prise avec les évolutions du monde du travail. Il négociera les premiers accords pour les salariés de l’artisanat ou de l’intérim, initiera, avec des laboratoires de sociologie une expérience de coopération chercheurs-syndicats sur le droit d’expression. Il crée en 1984 le Forum des comités d’entreprise qu’il présidera aussi en 1986 et 1988. Cette manifestation rassemblait, lors de ses premières éditions, 10 000 élus d’entreprise et présentait leurs innovations.[réf. nécessaire]
Persuadé que la loi ne suffit pas pour créer des droits équivalents pour l'ensemble des salariés - il a commencé sa carrière syndicale avec les ouvriers agricoles d'une part et les salariés du Crédit agricole d'autre part, les uns avec des conditions d'emplois très difficiles, les autres bénéficiant de Comités d'entreprise, de bonnes conditions de salaires et de travail - il est un défenseur de la négociation dans les branches professionnelles et les entreprises, pour adapter les droits aux différentes réalités du monde du travail, et parce que la négociation induit un processus de reconnaissance mutuelle qui enrichit les deux parties. Négocier cependant nécessite un rapport de force équilibré, donc des syndicats forts, des délégués syndicaux formés. Adapter le syndicalisme pour le renforcer était au centre de ses réflexions[Interprétation personnelle ?].[réf. nécessaire]
En 1986, il publie son premier livre, Les cowboys ne meurent jamais, passage inédit|plaidoyer pour l’adaptation du syndicalisme, illustré par des réalisations concrètes de militants d'entreprise.
En 1992, il quitte la CFDT et devient enseignant et consultant, d’abord à Paris où il anime un cabinet d’expertise sociale « Chroniques S » et dispense des cours à l’École supérieure des sciences économiques et commerciales (ESSEC), au Centre des études supérieures industrielles (CESI), à Paris 1 Sorbonne, à l’Institut de gestion sociale (IGS).[réf. nécessaire]
En 1998, il s’installe dans le Sud-Ouest, enseigne à l’université des sciences sociales de Toulouse (les relations sociales des pays européens), met en place et préside jusqu’en 2007 l’Institut régional du travail de Midi-Pyrénées[réf. nécessaire], crée et anime le site internet d’informations sociales Clesdusocial.com.

## Ouvrages
- Les cow-boys ne meurent jamais. L’aventure syndicale continue, Syros, 1986, 178 p.  (ISBN 2-867-38-127-4)
- Le Paysage social français. Acteurs, enjeux et fonctionnement de la régulation sociale, Vuibert, 1995, 182 p.  (ISBN 2-7117-8467-3)
- Le Comité d’entreprise européen: une instance en devenir, Éditions Liaisons sociales, 1997, 158 p.  (ISBN 2-87880-203-9)
- Les Clés du social en France. Manuel d’initiation sociale, Éditions Liaisons sociales, 1998,190 p.  (ISBN 2-87880-232-2)
- France, l’introuvable dialogue social, Presses universitaires de Rennes, 2008, 172 p.  (ISBN 978-2-7535-0586-5)[6],[7]
- Pratique de la négociation, Clés du social, (en coopération avec Christian Thuderoz et l’IREFE) Toulouse, 2011, 64 p.  (ISBN 978-2-9540803-0-7)

## Articles
- In Le Monde du 17 avril 2014 « L’émergence d’un ordre social négocié » https://www.lemonde.fr/emploi/article/2014/04/17/l-emergence-d-un-ordre-social-negocie_4402735_1698637.html?xtmc=jean_paul_jacquier&xtcr=4
- In Négociations 2014/1, pages 171 à 183  (ISBN 978-2-8041-8907-5), Entretien avec Jean-Paul Jacquier « Bâtir un compromis, c’est donner de la valeur ajoutée à la démocratie »
- In Les Échos du 12/8/2013 « Réformes sociales : le management à la Sisyphe » https://www.lesechos.fr/12/08/2013/LesEchos/21498-031-ECH_reformes-sociales---le-management-a-la-sisyphe.htm
- In Télos du 8 avril 2013, « Le Nouveau marché syndical » http://www.telos-eu.com/fr/societe/social-et-societal/le-nouveau-marche-syndical.html
- In Télos du 5 octobre 2012, « Syndicats : à la recherche d'un nouveau management » http://www.telos-eu.com/fr/societe/social-et-societal/syndicats-a-la-recherche-dun-nouveau-management.html
- In Semaine sociale Lamy supplément no 1434 du 22/2/2010 p. 7 à 13 « Un regard sur le paritarisme » http://www.wk-rh.fr/publication/upload/valeur-ajoute-du-paritarisme-dans-la-formation-professionnelle.pdf
- In Droit social, no 1, janvier 2009, p. 3–5 « Le paritarisme a-t-il un avenir ? » http://www.centre-inffo.fr/ANI_2010/
- In Sécurité et stratégie 2009/2 « L'entreprise multiculturelle » https://www.cairn.info/revue-securite-et-strategie-2009-2-page-94.htm
- In Libération du 28 janvier 2008, « Flexibilité, la CGT doit signer » (avec Jean Lecuir) http://www.liberation.fr/tribune/2008/01/28/flexibilite-la-cgt-doit-signer_63617
- In Liaisons sociales magazine, décembre 2007 « Quel mode de financement pour le syndicalisme »
- In La Négociation sociale, CNRS Éditions, 2000, 292 p,  (ISBN 9782271057174) « Un pays qui n’aime pas négocier » http://books.openedition.org/editionscnrs/1721
- In Travail et emploi, No 65, avril 1995, p. 51-60 « Le comité d’entreprise européen : instance en devenir » (avec Christian Hoarau),.
- In Travail, No 26, Automne 1992, « La société contractuelle. Redonner un sens à la négociation »
- In CFDT Aujourd’hui no 105 de juin 1992 « Syndicalement vôtre »  (ISSN 0294-8397)
- interview dans Les Échos, 17 juin 1991, « Le discours gouvernemental sur l’apprentissage est ambigu »,.
- In Esprit, Septembre 1990, p. 135-144.« La difficile relève syndicale »
- In Le Monde du 12 décembre 1990 « Morts par inconséquence »
- in Libération, 15 mars 1989, « Les profs sont-ils devenus fous ? »
- in Les Échos de 6 décembre 1989 Interview de M. Jean-Paul Jacquier, secrétaire national de la CFDT, http://discours.vie-publique.fr/notices/903020800.html
- in Annales des Mines, No 7, juin 1987, p. 45-50« Que reste-t-il de la nuit du 4 août ? un syndicaliste face au droit d’expression »
- in Le Nouvel Observateur, juillet 1985 « Les dinosaures et les mutants », propos recueillis par Claude François Julien
- in Le Matin du lundi 17 septembre 1984, page 9, rubrique Économie/social, polémique « Halte aux fossoyeurs du syndicalisme »
- in Autrement, No 59, avril 1984 « Liberté d'entreprendre, un slogan pour tous ? »
- in Témoignage Chrétien, avril 1984 « Vive la mutation du syndicalisme »